# تاريخ علم الأعصاب وجراحتها
يرجع تاريخ دراسة علم الأعصاب والجراحة العصبية إلى عصور ما قبل التاريخ، لكن لم تظهر المجالات الأكاديمية حتى القرن السادس عشر. إذ استطاعوا من خلال علوم الملاحظة تطوير طرق منهجية في معالجة الجهاز العصبي والتداخلات الممكنة على الأمراض العصبية.

## التشريح وعلم النفس
- إلى جانب أغلب العلوم الأخرى، حدث التقدم الحقيقي الأول في علم الأعصاب والجراحة العصبية بعد اليونانيين في عصر النهضة. سمح اختراع آلة الطباعة بنشر الكتب والصفحات التشريحية مؤديًا إلى انتشار المعرفة. من الأمثلة المبكرة على ذلك كتاب يوهان بيليجك بعنوان موجز الفلسفة الطبيعية، الذي نُشر في لايبزيغ في ألمانيا عام 1499. احتوى العمل 11 قطعة خشبية صورت الأم الجافية والأم الحنون بالإضافة إلى الجهاز البطيني.[1]
- حدثت ثورة في كل من علم الأعصاب تحديدًا والتشريح عامةً عندما نشر أندرياس فيزاليوس كتابه بنية جسم الإنسان في عام 1543. ضم الكتاب صورًا مفصلةً توضح البطينات، والأعصاب القحفية، والغدة النخامية، والسحايا، وبنى العين، والتجهيز الوعائي للدماغ والنخاع الشوكي، وصورة للأعصاب المحيطية.[1] لم يوافق فيزاليوس، على عكس كثيرين من معاصريه، على الاعتقاد السائد الذي أفاد بأن وظيفة الدماغ تقع مسؤوليتها على البطينات، إذ جادل أنه على الرغم من امتلاك العديد من الحيوانات أجهزةً مشابهةً من البطينات لتلك الموجودة لدى البشر، فإنها لا تتمتع بذكاء حقيقي.[2] تبين أن فيزاليوس نادرًا ما استأصل الدماغ من الجمجمة قبل تقطيعه، إذ تظهر معظم رسومه البيانية الدماغ متوضعًا داخل الرأس المقطوع.[3]

في عام 1549، نشر جاسون براتينسيس كتابًا مهمًا في علم الأعصاب «مرض الدماغ». اهتم هذا الكتاب بالأمراض العصبية وناقش أعراضها، بالإضافة إلى احتوائه أفكار جالينوس وعدد آخر من المؤلفين اليونانيين والرومانيين والعرب. نشر توماس ويليس في عام 1664 كتابه «تشريح الدماغ»، متبوعًا بكتاب «الباثولوجيا المخية» في عام 1667. استأصل الدماغ من القحف، وكان قادرًا على وصفه بشكل أوضح، إذ حدد دائرة ويليس، دائرة الأوعية الدموية التي توفر التغذية الشريانية للدماغ. كان لديه بعض المفاهيم التي تتعلق بوظيفة الدماغ، بما في ذلك أفكار غير واضحة تمامًا عن التموضع والمنعكسات، بالإضافة إلى أنه وصف الصرع والسكتة والشلل. كما ذُكر سابقًا، كان أول من استخدم مصطلح «علم الأعصاب».
ترافقت بداية فهم المرض مع ظهور علماء التشريح المرضي الأوائل، وأول رسومات توضيحية للتشريح المرضي إلى جانب تطوير الطباعة الفعالة الملونة. وضع كل من ماثيو بيلي (1761-1823) وجان كروفيلهير (1791-1874) رسومات توضيحية للآفات الحاصلة في السكتة، في عامي 1799 و1829، على التوالي.

## الكهرباء البيولوجية والفحص المجهري
تكهن الفيلسوف الشهير رينيه ديكارت (1596-1650) أن كل نشاط عند الحيوان يمثل رد فعل ضروري على منبه خارجي ما؛ يتشكل الارتباط ما بين المنبه والاستجابة عبر مسار عصبي محدد. أثبت لويجي جلفاني (1737-1798) أن التنبيه الكهربائي للعصب ينتج التقلص العضلي، وأدى العمل التنافسي بين تشارلز بيل (1774-1842) وفرانسوا ماجيندي (1783-1855) إلى اكتشاف أن القرون البطنية للنخاع الشوكي حركية بينما القرون الظهرية حسية. لم يكن بالإمكان التقدم بشكل أبعد من المفهوم التشريحي الأولي إلا عندما فُحصت الخلايا مجهريًا. قدّم جان إيفان جليستا بركنجي (1787-1869) الوصف الأول للعصبونات، الذي كان بالطبع وصفًا مبكرًا جدًا لأي خلية من أي نوع. لاحقًا لوّن غولجي وكاخال الشعب المتفرعة من الخلايا العصبية؛ يمكن لها أن تلامس فقط أو تشابك. لدى الدماغ الآن شكل مبرهن، دون وظيفة متمركزة. قاد مريض يعاني من الخزل الشقي إذ لم يكن بمقدوره التكلم بول بروكا (1824-1880) لاكتشاف التموضع التشريحي لوظائف القشرة المخية. اكتشف إيفان بافلوف (1849-1936) حين سال لعاب كلابه أنه يمكن تعديل المنعكس البسيط بواسطة وظائف الدماغ العليا. نُظمت أفكار علم الأعصاب هذه واستُكملت عن طريق عالم الفيزيولوجيا العصبية تشارلز سكوت شرينغتون (1857-1952).

## الجراحة العصبية

### الحديثة
لم يكن هناك تقدم كبير في الجراحة العصبية حتى أواخر القرن التاسع عشر وبداية القرن العشرين، عندما أُدخلت الأقطاب الكهربائية على الدماغ واستُؤصلت الأورام الدماغية السطحية.
وُجدت الجراحة العصبية، أو الشق المتعمد للرأس بهدف تخفيف الألم، على مدار آلاف السنوات، لكن لم يظهر التقدم الملحوظ في الجراحة العصبية إلا في المئة سنة الأخيرة.
تاريخ الأقطاب الكهربائية في الدماغ: اكتشف ريتشارد كاتون في عام 1878 أن الإشارات الكهربائية انتقلت عبر دماغ حيوان. اخترع الطبيب خوسيه رودريغيز ديلغادو في عام 1950 القطب الكهربائي الأول الذي زُرع في دماغ حيوان ليستطيع تشغيله وتغيير اتجاهه. في عام 1972، سُوّقت زراعة القوقعة، وهي جراحة ترقيعية عصبية مكنت الصم من السمع، للاستخدام التجاري. في عام 1998، زرع الباحث فيليب كينيدي أول واجهة دماغ حاسوب (بي سي آي) في دماغ متطوع بشري.
تاريخ استئصال الأورام: في عام 1879 بعد تحديد موقعه عبر العلامات العصبية وحدها، أجرى الجراح الإسكتلندي ويليام ماسيوين (1848-1924) أول عملية استئصال ورم دماغي ناجحة. في 25 نوفمبر 1884، بعد أن استخدم الطبيب الإنكليزي أليكساندر هيوز بينيت (1848-1901) تقنية ماسيوين ليحدد موقع الورم، أجرى الجراح الإنجليزي ريكمان جودلي (1849-1925) أول عملية استئصال ورم دماغي أولي، واختلفت عن تلك التي أجراها ماسيوين فقد أجراها بينيت على دماغ مكشوف بينما أُجريت عملية ماسيوين خارج «الدماغ الضروري» عبر نقب الجمجمة. بعد ثلاث سنوات، كان فيكتور هورسلي (1857-1916) أول طبيب يستأصل ورمًا نخاعيًا. في 16 مارس 1907، اعُتبر الجراح النمساوي هيرمان شلوفر أول من استأصل ورمًا في الغدة النخامية بنجاح. نجح الجراح الأمريكي هارفي كوشينغ (1869-1939) في استئصال ورم في الغدة النخامية لدى مريض مصاب بضخامة النهايات في عام 1909. علاوةً على ذلك، كانت معالجة فرط نشاط الغدد الصم عبر الجراحة العصبية علامةً عصبيةً فارقةً.
طور إيغاس مونيز (1874-1955) في البرتغال إجراء بضع الفص الجبهي (يُعرف في وقتنا الحاضر بالجراحة الفصية) بهدف معالجة الاضطرابات النفسية الشديدة. رغم أنه من المتعارف عليه أن تطوير الجراحة الفصية قد اسُتلهم من حالة فينس غيج، وهو عامل بناء سكك حديدية دخل قضيب حديد عبر فصه الجبهي الأيسر في عام 1848، إلا أن الأدلة تدحض ذلك.